# Nelipić Ilona bosnyák királyné
Nelipić Ilona (1375 körül – 1422. március), névváltozatai: Nelipics Ilona, Nelipčić Ilona, bosnyákul: Jelena Nelipić/Nelipčić, kraljica Bosne, horvátul: Jelena Nelipić/Nelipčić, kraljica u Bosni, szerbül: Јелена Нелипић/Нелипчић, краљица Босне, latinul: Helena, ducissa Spalati et regina Bosniae, grófnő, első házassága révén Spalato hercegnéje és horvát bánné, második férje jogán bosnyák királyné. II. Tvrtko bosnyák király sógornője és Nelipić János horvát bán nővére.

## Élete
Az Ivanić család tagja. Nelipić János (Nelipčić János/Nelipics János/Ivaniš Nelipčić) (1379 körül–1434) horvát bán (ur.: 1419) nővére.
1409 októberében a Magyarországon „vendégeskedő” II. Tvrtkót a magyarellenes párt Hranić Sandalj vajda vezetésével hivatalosan is elmozdította a trónjáról, és ismét Tvrtko féltestvérét, Ostoját kiáltották ki királlyá. Ostoja a haláláig, 1418 szeptemberéig Bosznia királya maradt, bár 1415-ben Zsigmond újra Boszniába küldte a trónfosztott II. Tvrtkót, hogy ismét elfoglalja a trónt. Ostoját a törvényes fia, Ostojić István követte a trónon, akit II. Tvrtkónak sikerült 1421-ben letaszítani a trónról.

## Gyermeke
- 1. férjétől, Hervoja (1350 körül–1416) hercegtől, horvát bántól, egy fiú:[1]
  - Balša (?–1416 után), felesége N. N., 2 leány:
    - Katalin, férje Tvrtko Borovinić
    - Dorottya, 1. férje Blagay (IV:) János (?–1448), 3 gyermek, 2. férje Frangepán Márton (?–1479), Veglia grófja, nem születtek gyermekei, 2 gyermek az első házasságából, többek között:
      - Blagay Katalin, férje Frangepán Bernát
- 2. férjétől, Ostoja István (1378 körül–1418) bosnyák királytól, gyermekei nem születtek